# الطريق (رواية)
الطريق، قصة اجتماعية متوسطة الحجم للأديب المصري الراحل نجيب محفوظ الحاصل على جائزة نوبل للأدب، تقع في 174 صفحة و14 صورة .حولت لفيلم يحمل نفس العنوان.

## نبذة عن القصة
تصور حياة مصري تبدأ بمشكلة وتنتهي بمشاكل، في نشر مشترك لدار سحنون للنشر والتوزيع بتونس ومكتبة مصر بالقاهرة
2014 تصور القصة حياة صابر بعد وفاة أمه ومهمته في البحث عن والده وكيف انجرت عنها مشاكل عديدة أودت به إلى الهاوية والحكم عليه بالإعدام. تجري أحداث القصة في مصر(الإسكندرية، القاهرة).

## علاقة العنوان بمضمون القصة
الطريق:كلمة مفردة معرفة بالألف واللام أو الإطار المكاني أو الزماني ولكن إذا تمعنا فيه يبدو لنا واضحا فهو اختصار بسيط للقصة. وكلمة الطريق تعني الطريق أو الاتجاه الذي سلكته الشخصية الرئيسية ولكنه لا يزال مبهما فهو لم يقل إن كانت الطريق أم محفوفة بالمخاطر وهذا ما سنتعرفه في القصة.

## شخصيات الرواية
- صبري (البطل):هو محور الرواية، شاب ضائع تربّى في بيئة قاسية وظروف اجتماعية هامشية.يعيش عقدة الأب الغائب، ويبحث عنه أملاً في اكتشاف ذاته أو تغيير مصيره.شخصيته تمثل التيه الوجودي والبحث عن المعنى وسط عشوائية الحياة.
- الأم تعمل كقوادة، وهي التي ربّت صبري في ظل غياب الأب.شخصيتها تتسم بالقسوة والنفعية، لكنها تكشف له في النهاية حقيقة الأب قبل وفاتها، مما يفتح أمامه باب "الطريق".
- السيدة الأولى تظهر كرمز للحنان والتعاطف، وتحاول مساعدة صبري دون مقابل.تمثل الجانب الإنساني والمشاعر في الرواية، وتؤمن بأنه يبحث عن أبيه من أجل الحب والهوية.
- السيدة الثانية:شخصية براجماتية ومدفوعة بالمصلحة، وتعتقد أن صبري يبحث عن أبيه طمعًا في المال.تجسد جانبًا مختلفًا من النسوية؛ قوة التأثير المادي، والتلاعب بالمصير.
- الأب الغائب:رغم أنه لا يظهر مباشرة في الرواية، فإن حضوره يطغى على كل الأحداث.يمثل الحلم، الأمل، والرمز المفقود الذي يظنه صبري مفتاح خلاصه، لكنه يتحول لاحقًا إلى فكرة غامضة وخادعة.[4]

## اقتباسات من الرواية
"الحكاية كلها كالحلم، جئت من الإسكندرية للبحث عن أبي، فوقعت أحداث غريبة نسيتُ فيها مهمتي الأصلية، حتى وجدتُ نفسي أخيرًا في السجن."
"الإنسان لغز."
"ولا سبيل إلى الصبر أو الطمأنينة لمن لم يعد يملك سوى مائتين من الجنيهات. وهي تتناقص بمرور الساعات، ولا أمل بعدها في حياة كريمة."
"الكرامة والسلام والحرية والتقدير أشياء لا يجب أن تبحث عنها خارج ذاتك، ولن يمنحها لك أحد."
"إنهم مهرة في خداع الناس بمظاهرهم... سيارات وملابس وسيجار... كلمات حلوة... روائح زكيَّة... لكنني أعرفهم على حقيقتهم، أعرفهم في حجرات النوم وهم مجرَّدون من كل شيء إلا العيوب والفضائح."

"أمك التي ما تزال نبرتها تتردد في أذنك قد ماتت، وأبوك الميت يُبعث في الحياة."

## أسلوب الرواية
رواية الطريق كُتبت بأسلوب سردي بسيط ظاهريًّا لكنه يحمل في طياته عمقًا فلسفيًّا وتعبيريًّا بارعًا، وهو أحد السمات المميزة لكتابة نجيب محفوظ. يتّسم الأسلوب بالتركيز على الشخصية الداخلية، إذ يُغوص القارئ في أعماق أفكار البطل وتناقضاته دون حاجة إلى تزاحم الأحداث أو كثرة الشخصيات. اللغة مباشرة لكنها مشحونة بالرموز والدلالات، فتُستخدم "الطريق" كمجاز للحياة، والبحث عن الأب كرمز للهوية والضياع الوجودي. كما يمتزج الحوار الذاتي بالسرد الخارجي في توازن يُقرّب القارئ من التجربة النفسية للبطل، مما يجعل الرواية تأملًا عميقًا في سؤال الإنسان عن ذاته في عالم لا يرحم.

## وصلات خارجية
- آراء القراء حول رواية الطريق  على موقع أبجد

قالب:شوشو